# Фламандський національний союз
Фламандський національний союз (нід. Vlaamsch Nationaal Verbond) — фламандська націоналістична організація в Бельгії створена Стаф де Клерком 8 жовтня 1933.

## Створення
З'явилася після об'єднання декількох фламандських голландських партій. Ідеологія партії ставала авторитарною і скоро перетворилася на фашистську.

## Друга світова війна
1940 року Німеччина окупувала Бельгію. Франкомовні рексисти з Валлонії почали співпрацювати з німцями і створили дивізію СС Валлонія. Це змусило Стафа де Клерка піти на союз з німцями. 
Клерк помер 1942 року і його місце зайняв більш поміркований Хендрік Еліас. Він почав вести переговори з Німеччиною про створення цивільного уряду, але прохання було відхилено.
Після входу союзників до Бельгії VNV була оголошена поза законом, Еліас втік до Німеччини де після окупації її союзниками був засуджений до ув'язнення.